# Betty Åberg
Amanda Elisabeth (Betty) Åberg, född Uhrström 15 mars 1847 i Stockholm, död 13 april 1908 i Stockholm, var en svensk skådespelare. 
Hon var engagerad hos Fröberg  1870–1876, vid Nya teatern i Stockholm 1876–1877, hos A. Sandberg 1877–1882, hos Fröberg igen 1882–1896, och vid Eldoradoteatern i Kristiania från 1896. 
Bland hennes roller märks Regina von Emmeritz, Valborg i Erik Flemming, Leonarda, Fru Borkman i John Gabriel Borkman och Änkan Silléry i Niniche.
Hon var gift med skådespelaren Adolf Valfrid Åberg.